# Cadeira de barbeiro

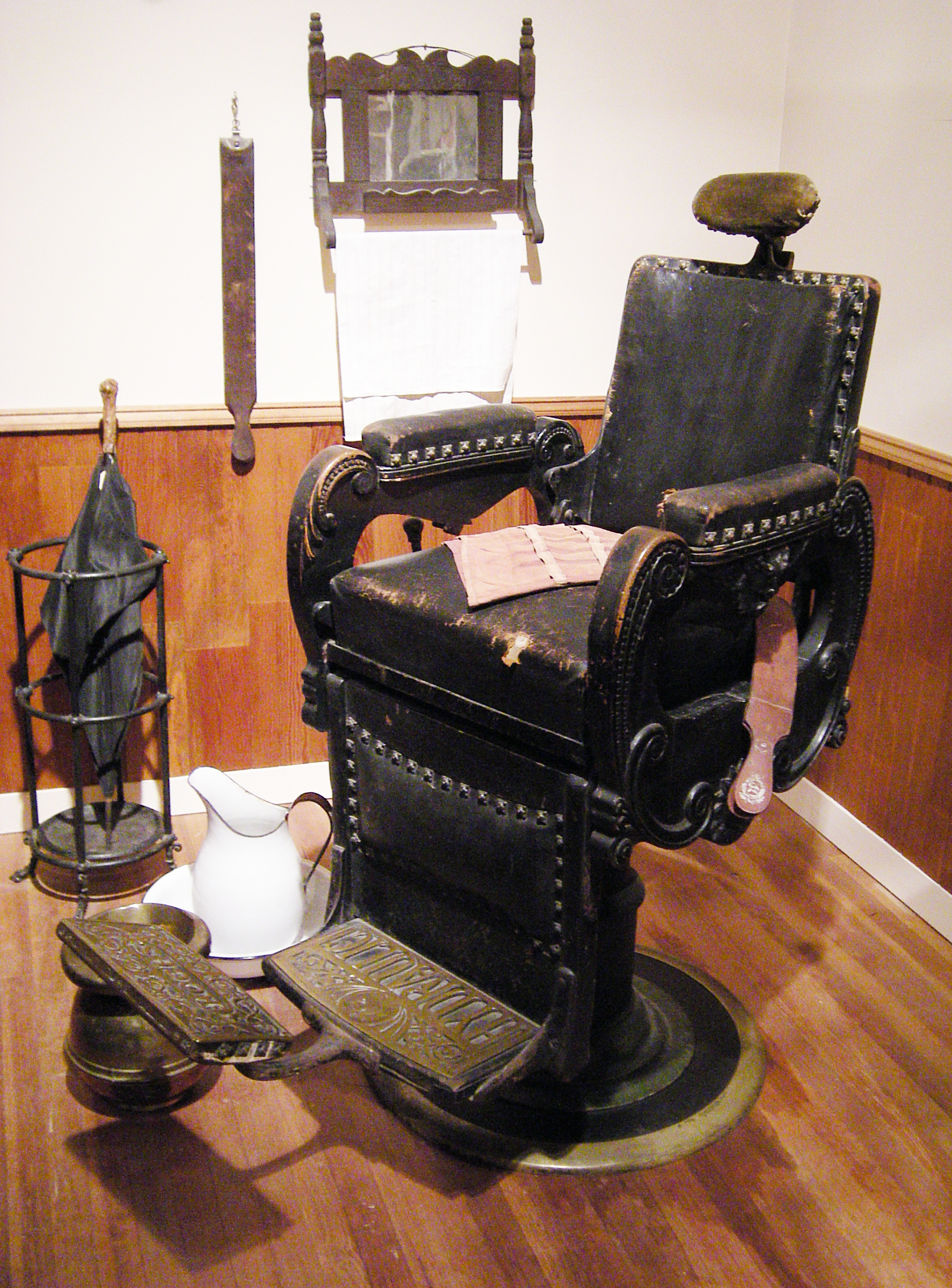
Uma antiga cadeira de barbeiro

Uma cadeira de barbeiro é um modelo de cadeiras utilizado em salões de cabeleireiros. Estofadas e com possibilidade de regulagem de altura, eram feitas frequentemente em ferro fundido, mas atualmente são empregadas ligas metálicas que permitem resistência e mais leveza às peças. No Brasil, uma das tradicionais empresas fabricantes de cadeiras de barbeiro é a Gennaro Ferrante Ltda.